# Špagety

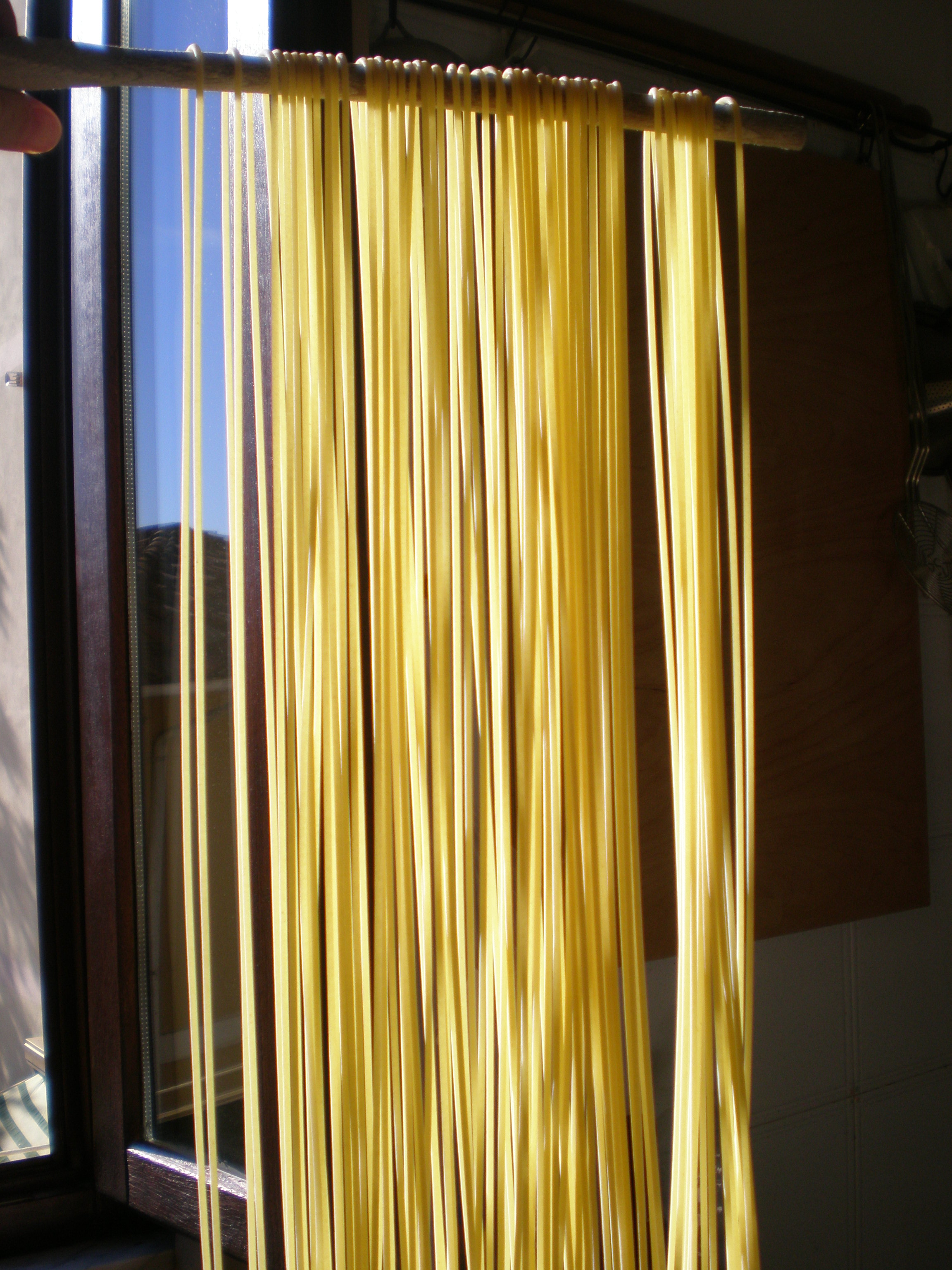
Čerstvé špagety

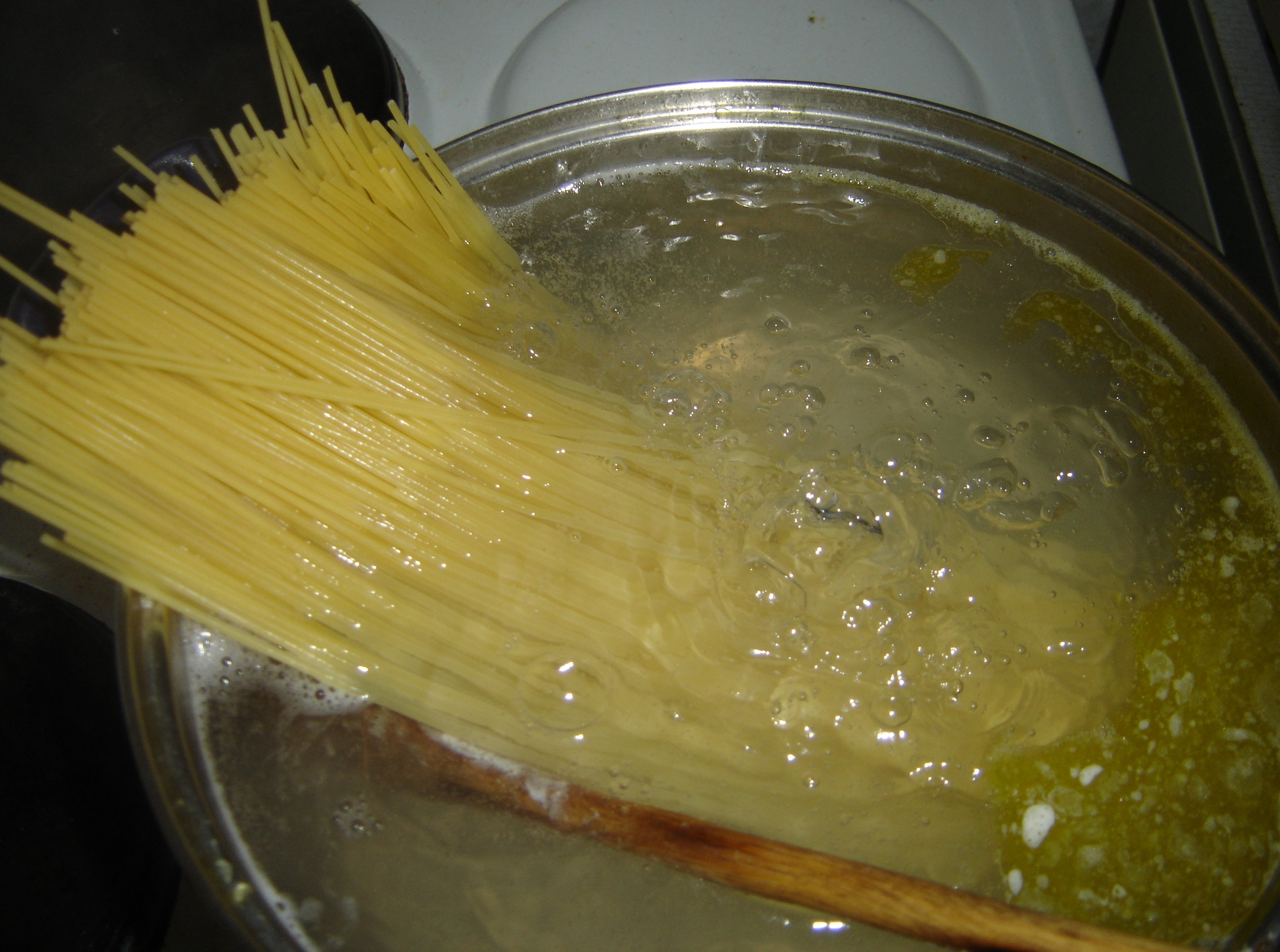
Vařící se špagety

Špagety (italsky spaghetti, výslovnost [spaˈɡetti]) jsou italské těstoviny tenkého a podlouhlého tvaru, typicky zhruba 2 mm tlusté a 30 cm dlouhé v syrovém stavu. Špagety jsou základní potravinou v Itálii, odkud pochází. Název spaghetti je množným číslem italského slova spaghetto, které je zdrobnělinou slova spago znamenajícího „tenký provázek“.
Špagety se obvykle prodávají v baleních o váze přibližně 500 g. Připravují se vařením v osolené vodě, doba varu se pohybuje od 5 až 10 minut v závislosti na druhu.
Špagety je možno vytvořit i doma a to smícháním jednoho žloutku s cca 90 g hrubé mouky a špetkou soli, vyválet na sílu 1–2 mm a nechat uschnout, poté nakrájet nožem nebo strojkem. Stejným způsobem je možné udělat i lasagne.
Známé boloňské špagety v Bologni v Itálii neexistují a boloňská omáčka se tam tradičně používá k přípravě těstovin tagliatelle al ragù, popřípadě na lasagne. Špagety bolognese jsou oblíbeným pokrmem mimo Itálii, především ve zbytku Evropy, Spojených státech a Asijsko-pacifickém regionu, nejsou však součástí tradiční italské kuchyně. K přípravě špaget využila tuto omáčku až komerční světová kuchyně, která ji převzala. Originální italské špagety se jí na způsob alla carbonara (s vajíčky a slaninou) nebo s rajčatovou omáčkou, nebo aglio, olio e peperoncino (s česnekem, olivovým olejem a pálivou paprikou).

## Zajímavost
V 50. letech 20. století byly špagety ve Velké Británii poměrně málo známé a mnoho Britů nevědělo, že jsou vyráběny z pšeničné mouky a vody. Televizní stanice BBC v pořadu Panorama jako aprílový žert v roce 1957 uvedla tříminutovou reportáž o stromu – „špagetovníku“, na němž špagety rostou a z nějž se díky mírné zimě toho roku ve velkém ve Švýcarsku sklízí.
Televize CNN tento hoax považuje za „největší hoax, který kdy seriózní zpravodajská stanice uvedla“.